# Матюхин, Иван Петрович
Ива́н Петро́вич Матю́хин (27 сентября 1922 — 10 февраля 2015) — командир мотострелкового отделения 27-й отдельной гвардейской танковой бригады, полный кавалер ордена Славы, гвардии старшина.

## Биография

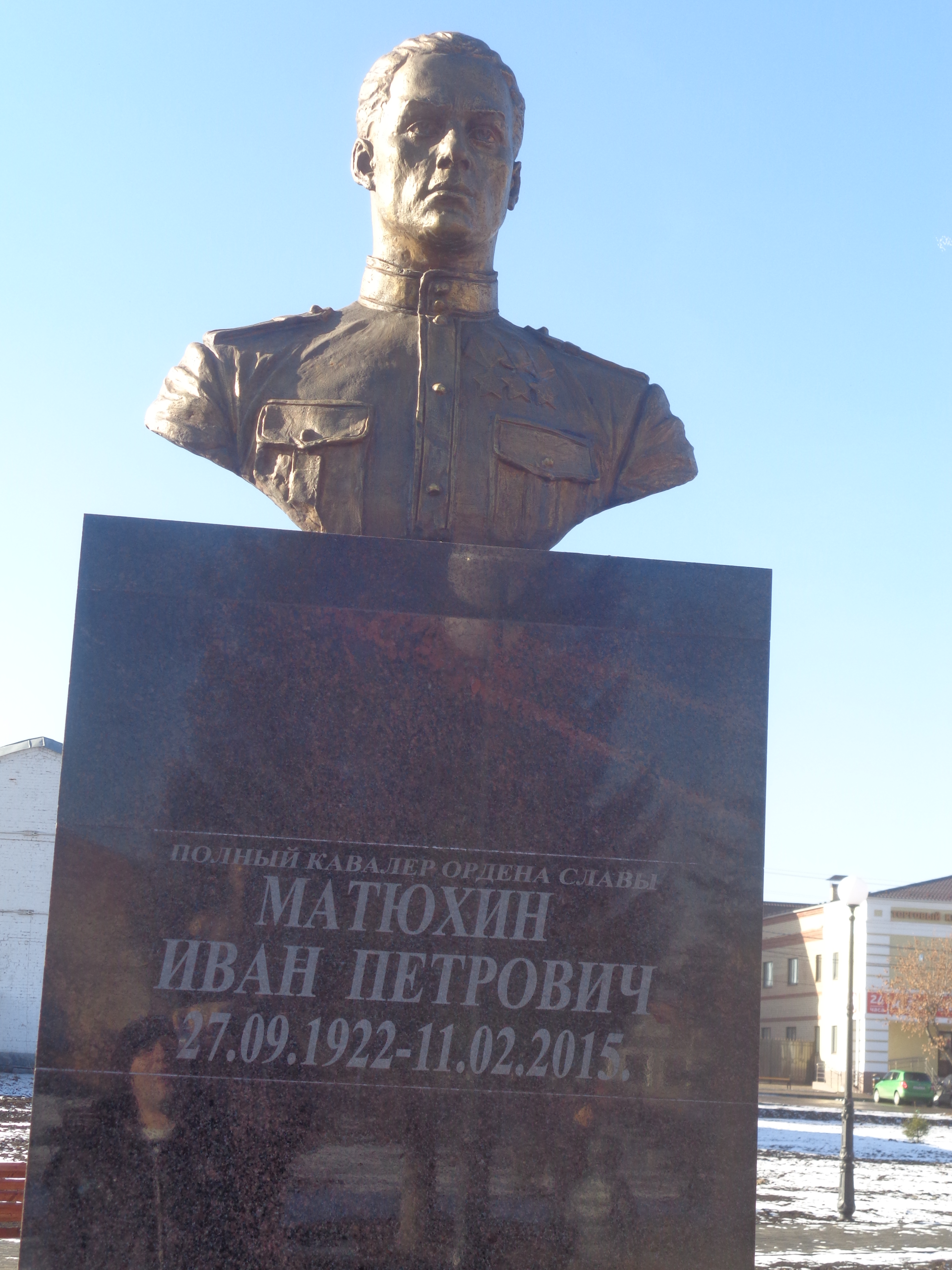
Бюст в Троицке

Родился 27 сентября 1922 года в селе Студенки Раненбургского уезда Рязанской губернии (ныне — Александро-Невского района Рязанской области), в крестьянской семье. Получил начальное образование. С 1938 года жил в Троицком районе Челябинской области, работал штурвальным зерноуборочного комбайна в совхозе «Подовинное» Каракульского района.
В октябре 1941 года был призван в Красную Армию Каракульским райвоенкоматом. Военную подготовку прошел в 603-м запасном лыжном полку. С декабря 1941 года на фонте. На Волховском фронте участвовал в глубоких рейдах по тылам противника в качестве лыжника-стрелка. До лета 1942 года был дважды ранен. По выздоровлении каждый раз возвращался в свой полк. После третьего, тяжелого ранения был эвакуирован в глубокий тыл, проходил лечение в одном из госпиталей в городе Сызрань.
С августа 1942 года воевал под Сталинградом в составе 109-го гвардейского стрелкового полка 37-й гвардейской стрелковой дивизии. За мужество, проявленное в боях, гвардии ефрейтор Матюхин был награждён медалью «За отвагу».
Позднее направлен с пополнением в 121-ю отдельную танковую бригаду имени Наркомата среднего машиностроения и зачислен командиром отделения автоматчиков в мотострелковый батальон. В составе этой части прошел до конца войны. С августа 1942 года воевал на Сталинградском, Донском, Степном, Воронежском и 2-м Украинском фронтах.
В начале января 1943 года бригада пополнилась танками Т-34 с из танковой колонны «Челябинский колхозник». Боевые машины были построены на средства, собранные жителями Челябинской области. На митинге на станции Иловля, где бригада принимала танки, от мотострелкового батальона выступил младший сержант Матюхин. Он сказал, что танки присланы его земляками. Есть в этом и небольшая доля его матери Александры Яковлевны Матюхиной.
10 января 1943 года началась операция «Кольцо» по ликвидации окружённой Сталинградской группировки. Уже к концу января войска Донского фронта вышли к Сталинграду с запада. 26 января 1943 года северо-западнее Мамаева кургана танки 121-й бригады встретились с бойцами 62-й армии, разбив этим самым группировку врага на 2 отдельных очага сопротивления — северный и южный. На броне одного из танков было отделение младшего сержанта Матюхина. 2 февраля Сталинград был полностью освобождён, а 7 февраля 1943 года бригада Матюхина преобразована в 27-ю гвардейскую танковую бригаду.
В дальнейшем в составе своей бригады участвовал в боях на Курской дуге, форсировании реки Днепр, разгроме Корсунь-Шевченковской группировки врага, освобождении Южной Украины. Был награждён орденом Отечественной войны 2-й степени. Член ВКП(б) с 1944 года.
20 марта 1944 года в бою под городом Могилёв-Подольский в районе поселка Садового с отделением оружейным огнём и гранатами уничтожил 37 солдат и офицера противника.
Приказом по войскам 7-й гвардейской армии от 9 мая 1944 года гвардии младший сержант Матюхин Иван Петрович награждён орденом Славы 3-й степени.
3 октября 1944 года в бою за село Турень гвардии старшина Матюхин вместе со своим отделением ворвался в него и гранатами подорвал 4 пулеметные точки с их расчетами, обеспечив выполнение батальоном боевой задачи. Продолжая преследование отступающего врага, отделение Матюхина перерзало шоссе Туда — Клуж и удерживало захваченный рубеж до подхода батальона. Ночью, находясь с подчиненными в боевом охранении, отразил контратаку врага. В этом бою его отделение уничтожило до двух взводов вражеской пехоты и 4 пулемета.
Приказом по войскам 7-й гвардейской армии от 12 декабря 1944 года гвардии старшина Матюхин Иван Петрович награждён орденом Славы 2-й степени.
15 апреля 1945 года в бою за населенный пункт Шрик гвардии старшина Матюхин со своими бойцами ворвался на юго-восточную окраину села и автоматным огнём и гранатами уничтожил около 10 противников и 2 пулемета врага с расчетами. Преследуя отступающего противника, гвардейцы обнаружили у отдельных домов три бронетранспортера и захватили их. В рукопашной схватке Матюхин лично уничтожил 4 противников, а затем воспользовавшись пулеметом с трофейного бронетранспортера убил ещё несколько фашистов. За это был представлен к награждению орденом Славы 1-й степени.
В мае 1945 года, уже после капитуляции, подразделения 7-й гвардейской армии продолжали боевые действия, добивая врага на территории Чехословакии. В одном из боев 7 мая гвардии старшина Матюхин был ранен. Известие о Победе встретил в госпитале. В июле 1945 года был демобилизован и вернулся на родину.
Указом Президиума Верховного Совета СССР от 15 мая 1946 года за образцовое выполнение заданий командования в боях с захватчиками на завершающем этапе Великой Отечественной войны гвардии старшина Матюхин Иван Петрович награждён орденом Славы 1-й степени. Стал полным кавалером ордена Славы.
После войны проживал в деревне Бурханкуль Троицкого района Челябинской области. Работал механизатором в совхозах «Песчанский» и «Белозерский». С 1976 года живёт в городе Троицк. До выхода на пенсию работал кузнецом на птицефабрике.
Похоронен в Троицке.
Почётный гражданин Троицкого района, почётный гражданин поселка Бурханкуль. Член Совета ветеранов города Троицка.
Награждён орденами Октябрьской Революции, Отечественной войны 1-й и 2-й степени, Славы 3-х степеней, медалями, в том числе «За отвагу», «За оборону Сталинграда», «За освоение целинных земель».
В 2006 году муниципальному образовательному учреждению «Бурханкульская основная общеобразовательная школа» присвоено имя Матюхина Ивана Петровича.